# أيلود ياباني
أيلود ياباني (الاسم العلمي:Elodea japonica) هو نوع غير مؤكد من النباتات يتبع جنس الأيلود من الفصيلة الحب المائية.